# Moja Rodzina (czasopismo)
Moja Rodzina – miesięcznik katolicko-społeczny wydawany od 1993 roku w Warszawie, którego założycielem i redaktorem naczelnym jest ks. Ryszard Halwa.

## Historia
Ukazuje się od grudnia 1993 roku.
W latach 2008–2009 w ramach miesięcznika działała telewizja internetowa.
W 2010 pismo współpracowało z Ruchem Przełomu Narodowego i Klubami Patriotycznymi, publikując w kilku numerach dodatki poświęcone tym organizacjom.
Obecnie pismo współpracuje z portalem i internetową telewizją "Prawy.pl".

## Profil
Miesięcznik kładzie szczególnie nacisk na propagowanie wartości chrześcijańskich w sferze publicznej i obronę życia poczętego oraz komentuje wydarzenia polityczne, społeczne i gospodarcze w kraju i za granicą. Organizuje Dyskusyjne Kluby Mojej Rodziny, podczas których odbywają się spotkania z politykami i ekspertami w dziedzinach prorodzinnych rozwiązań prawnych, prezentowane są filmy dokumentalne o tematyce społecznej i katolickiej.
Pismo jest inicjatorem apelu o powszechną modlitwę w intencji odnowy moralnej polskiego życia publicznego i mądry wybór ludzi kierujących się społeczną nauką Kościoła.

## Stałe działy
| - Nasz Gość - Minął miesiąc - Sanktuaria - Polska dzisiaj - Wiara i czyn | - Spotkanie - Gospodarka - Polityka - Edukacja - Recenzje | - Piąte: Nie Zabijaj - Felieton - Strefa Absurdu |

## Redaktorzy naczelni
ks. Ryszard Halwa (od 1993)

## Pracownicy i współpracownicy
Stałymi współpracownikami Mojej Rodziny są: Joanna Kuczyńska (sekretarz redakcji), Ireneusz Fryszkowski (promocja i marketing), Michał Walczyk, Agata Bruchwald, Marta Jacukiewicz, Robert Wit Wyrostkiewicz, Ewa Balana, Artur Balana, Kaja Bogomilska, Alicja Dołowska, Iwona Galińska, Krzysztof Kakiet, Ewa Rzeczycka-Surma, dr Krzysztof Kawęcki, Hanna Wujkowska, Stanisław Michalkiewicz, Agnieszka Piwar, Hanna Karp, Janusz Konrad, Joanna Szubstarska, Jarosław Zieliński, Zuzanna Śliwa, Eliza Kielak, Halina Cenglowa, Tomasz Ćwikliński, Dariusz Zalewski.
Z czasopismem współpracują też m.in. prof. Jerzy Robert Nowak, ks. prof. Waldemar Kulbat, ks. Waldemar Chrostowski, ks. prof. Czesław Bartnik, ks. prof. Jerzy Bajda, Jan Maria Jackowski, Marian Miszalski, Artur Rojek, Hanna Wujkowska, Krystyna Czuba, Wojciech Reszczyński, Jan Łopuszański, Maciej Rudnicki, prof. Piotr Jaroszyński, prof. Rafał Broda, prof. Bogusław Wolniewicz, Małgorzata Sadurska, Jan Bodakowski.